# Bari (Somalia)
Bari (in somalo: Bari; in arabo باري‎?, Bārī) è una regione amministrativa (gobol) dello Stato federale del  Puntland, nel nord-est della Somalia, dichiaratosi autonomo nel 1998. Confina a nord con il golfo di Aden, ad ovest con le regioni di Sanag e Sol, ad est con l'Oceano Indiano e a sud con la regione di Nogal. Il capoluogo è Bosaso.
La regione, per territorio tra le più grandi della Somalia, ospita circa 1 390 000 abitanti, prevalentemente della sottocabila dei Migiurtini. 
Il territorio è prevalentemente arido e inadatto all'agricoltura.

## Provincie
La regione è divisa amministrativamente in 11 provincie:
1. Distretto di Bender Beila
2. Distretto di Bosaso - Capitale della regione di Bari.
3. Provincia di Alula
4. Provincia di Scusciuban
5. Provincia di Bargal
6. Provincia di Candala
7. Provincia di Gardo
8. Provincia di Rako
9. Provincia di Ufein
10. Provincia di Uahie
11. Provincia di Hafun

## Risorse
Bari è situata nell'estremità nord del corno d'Africa, la cui regione è nota per la sua siccità e per il clima arido. La coltivazione è per questo motivo piuttosto scarsa, e l'allevamento povero che vi si pratica è costituito da ovini e da cammelli. Fin dall'epoca dell'imperialismo italiano vennero costruite numerose saline poste lungo la costa settentrionale. La pesca è abbastanza redditizia ed è praticata prevalentemente all'imbocco del mar Rosso, mare molto pescoso.

## Città principali
- Alula
- Armo
- Bargal
- Bender Beila
- Bender Meraio
- Bender Ziada
- Bosaso
- Iskushuban
- Kob Dhexaad
- Laas Dawaco
- Qandala
- Qardho
- Rako Raaxo
- Tohen
- Tisjiic
- Ufein
- Waiye
- Xidda
- Yalho